# Cocos2d
O Cocos2d é um framework de software livre de código aberto usado para construir jogos, aplicativos e, outros programas interativos, baseados em GUI multiplataforma, através das ramificações como  Cocos2d-Swift, Cocos2d-x, Cocos2d-html5 e Cocos2d-XNA. 
Há alguns editores independentes na comunidade cocos2d, como aqueles que contribuem nas áreas de edição de SpriteSheet, edição de partículas, edição de fonte e, edição de tile map, bem como editores de mapas/mundos, incluindo o SpriteBuilder e CocoStudio.

## História
Em fevereiro de 2008, na cidade de Los Cocos na Argentina, o desenvolvedor de jogos Ricardo Quesada criou um motor de jogo 2D com os amigos. Eles o nomearam "Los Cocos" em homenagem ao local. Após um mês o grupo lançou a versão 0.1 e mudaram o nome para "Cocos2d".
Não muito tempo depois a App Store foi oficialmente fundada e a Apple lançou um respectivo SDK, isto atraiu um grande número de desenvolvedores fazendo com que uma variedade de aplicativos e jogos tenham sido desenvolvidos para a plataforma iOS. Foi neste período que Quesada reescreveu o Cocos2d em Objective-C e lançou o "Cocos2d for iPhone" versão 0.1 que é o predecessor da família do Cocos2d que seria mais tarde desenvolvida.

## Sprites e cenas
Todas as versões do Coco2d trabalham com a primitiva básica de sprites, que pode ser imaginado como uma simples imagem 2D, mas também pode ser um recipiente (container) de outros sprites. No Cocos2d, sprites são dispostos em conjunto para formar uma cena, como um nível de jogo ou um menu. Os sprites podem ser manipulados em código baseado em eventos ou ações como parte de animações, que podem ser movidos, rotacionados, escalados, ter suas imagens alteradas, etc.

## Plataformas e linguagens suportadas
| Ramo          | Plataforma alvo                                                  | Linguagem da API                     |
| ------------- | ---------------------------------------------------------------- | ------------------------------------ |
| Cocos2d       | Windows, OS X, Linux                                             | Python 2.6, 2.7 ou 3.3+, Objective-C |
| Cocos2d-x     | iOS, Android, Tizen, Windows 8, Windows Phone 8, Linux, Mac OS X | C++, Lua, JavaScript                 |
| Cocos2d-ObjC  | iOS, Mac OS X, Android                                           | Objective-C, Swift                   |
| Cocos2d-html5 | Navegadores de internet com suporte a HTML5                      | JavaScript                           |
| Cocos2d-xna   | Windows Phone 7 & 8, Windows 7 & 8, Xbox 360                     | C#                                   |